# Holger Zastrow

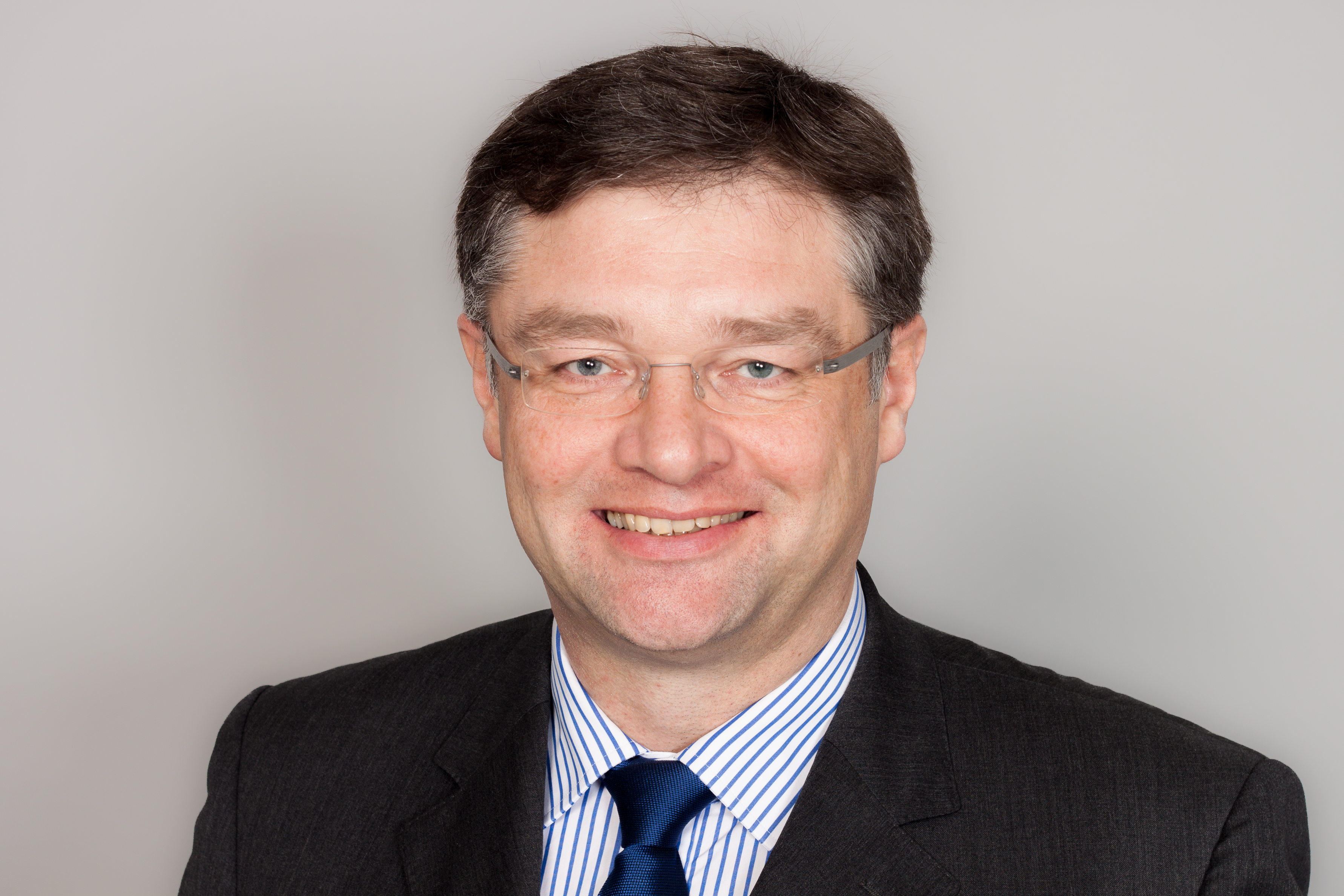
Holger Zastrow 2013

Holger Zastrow (* 12. Januar 1969 in Dresden) ist ein deutscher Unternehmer und Politiker (Team Zastrow – Bündnis Sachsen 24, bis 2024 FDP). Er war von 1999 bis  2019 Landesvorsitzender der FDP Sachsen und von 2004 bis 2014 Vorsitzender der FDP-Fraktion im Sächsischen Landtag. Zwischen 2011 und 2013 gehörte er als stellvertretender Bundesvorsitzender sowie zwischen 2015 und 2017 als Beisitzer dem Präsidium der FDP an. Zastrow versuchte, die FDP in gesellschaftlichen Gruppen zu verankern, die traditionell nicht als FDP-affin gelten. Hierzu propagierte er einen dezidiert partikularistischen „sächsischen Weg“. Zastrow trat im Januar 2024 aus Protest gegen die Politik der Bundesregierung aus der FDP aus.

## Leben und Beruf
Holger Zastrow entstammt einer Lehrerfamilie. Er absolvierte an der Prof.-Dr.-Zeigner-Schule und dem VEB „Otto Buchwitz“ Starkstrom-Anlagenbau Dresden eine Lehre als Industriekaufmann, die er 1987 abschloss. Von 1987 bis 1989 leistete er seinen 18-monatigen Grundwehrdienst bei der Nationalen Volksarmee (NVA) in Cottbus und Straßgräbchen bei Hoyerswerda. Von 1989 bis 1990 besuchte er einen Vorkurs an der Technischen Universität Dresden. 1991 erlangte er an der Fachoberschule in Büdingen das Fachabitur für Wirtschaft und Verwaltung. Anschließend studierte er von 1992 bis 1996 Betriebswirtschaftslehre an der Hochschule für Technik und Wirtschaft Dresden (ohne Abschluss). Von 1991 bis 1992 war er zudem persönlicher Referent eines FDP-Landtagsabgeordneten und von 1992 bis 1995 freiberuflicher PR-Berater. Seit 1995 ist er Mitinhaber bzw. seit 1999 geschäftsführender Gesellschafter einer Werbe-, PR- und Eventagentur. 
Zastrow gehört seit 2016 die Ausflugsgaststätte Landgut Hofewiese in der Dresdner Heide. Außerdem betreibt er in Dresden den Weihnachtsmarkt „Augustusmarkt“ auf der Hauptstraße, den "Hüttenzauber" an der Ostra-Allee und das "Winterfest" auf dem Altmarkt, zudem den Canalettomarkt in Pirna und einen Weihnachtsmarkt in Prag.
Zastrow lebt in Dresden-Radeberger Vorstadt und ist seit 2010 verheiratet.

## Politik
Zastrows politisches Engagement begann während der friedlichen Revolution in der DDR. Er war Mitbegründer der Jungliberalen Aktion (JuliA) Dresden und wurde 1990 deren erster Kreisvorsitzender. 1993 wurde er Mitglied der FDP und gehörte seitdem dem sächsischen Landesvorstand an. Von 1993 bis 1997 war er Landesvorsitzender der JuliA Sachsen. Von 1995 bis 1997 war er stellvertretender Landesvorsitzender, von 1997 bis 2000 stellvertretender Kreisvorsitzender in Dresden. 1999 wurde er Landesvorsitzender und nach dem Wiedereinzug der FDP in den Landtag 2004 Vorsitzender der FDP-Fraktion im Sächsischen Landtag. Außerdem war er seit 2000 Mitglied im FDP-Bundesvorstand und ist seit der Kommunalwahl 2004 Stadtrat in Dresden.
Nach der Sächsischen Landtagswahl 2009, aus der erstmals im Freistaat eine Koalition aus CDU und FDP hervorgegangen war, entschied er sich gegen die von ihm als Landesvorsitzender der FDP erwartete Übernahme eines Ministerpostens und des Amtes als stellvertretender Ministerpräsident im Kabinett Tillich II. Seine Entscheidung, weiterhin Fraktionsvorsitzender im Sächsischen Landtag bleiben zu wollen, begründete er damit, dass er Beruf und Mandat miteinander vereinbaren möchte und er Verantwortung für die von ihm seit Mitte der 1990er aufgebaute Werbeagentur und seine 16 Mitarbeiter und deren Familien trage.
Am 13. Mai 2011 wurde er auf dem 62. Parteitag der FDP in Rostock mit 89,35 Prozent der Delegiertenstimmen zum stellvertretenden Bundesvorsitzenden seiner Partei gewählt, in welchem Amt er im März 2013 bestätigt wurde. Er kritisierte den politischen Kurs der Bundespartei. Wenn man meine, „man müsse die FDP grün anpinseln, dann ist das mit der sächsischen FDP nicht zu machen“. In Abgrenzung dessen legt er Wert darauf, in Sachsen einen eigenständigen Kurs zu fahren, also den „Liberalismus ins Sächsische“ zu übersetzen. Auf dem außerordentlichen Parteitag der FDP im Dezember 2013 kandidierte er nicht mehr für ein Amt im Bundesvorstand.
Außerdem griff er im Dezember 2011 die Bundes-CDU an und unterstellte dieser, dass sie einem „linksgrünen Zeitgeist“ hinterherrenne. Er gilt als Befürworter einer konservativ-liberalen Neuausrichtung der FDP. Nach der Bundestagswahl 2013, bei der die FDP erstmals aus dem Bundestag ausschied, sprach sich Zastrow gegen eine Öffnung der FDP für andere Koalitionspartner jenseits der Unionsparteien aus, da für ihn „Sozialdemokraten, Grüne und Kommunisten allesamt Sozialisten sind“.
Gemeinsam mit drei weiteren Fraktionsvorsitzenden, Martin Dulig (SPD), Antje Hermenau (Grüne) und Steffen Flath (CDU), erhielt Zastrow von Landtagspräsident Matthias Rößler (CDU) in Würdigung ihres Wirkens um die Aufnahme des Neuverschuldungsverbots in die Sächsische Verfassung am 24. Mai 2014 die Sächsische Verfassungsmedaille verliehen.
Zastrow war Spitzenkandidat der FDP Sachsen bei der Landtagswahl 2014, bei der die Partei mit 3,8 % an der 5-Prozent-Hürde scheiterte.
Am 15. Mai 2015 wurde Zastrow auf dem Bundesparteitag in Berlin zum Beisitzer des Präsidiums der FDP-Bundespartei gewählt.
Auf dem Bundesparteitag im Jahr 2017 trat Holger Zastrow nicht erneut als Beisitzer für das Präsidium der FDP-Bundespartei an.
Bei der Landtagswahl am 1. September 2019, bei der Zastrow erneut als Spitzenkandidat antrat, verpasste die FDP mit einem Stimmenanteil von 4,5 % den Wiedereinzug in den Landtag. Als Konsequenz kündigte der gesamte Landesvorstand um Zastrow seinen Rückzug aus den Parteigremien bei der nächsten turnusmäßigen Neuwahl am 2. November 2019 an. Zum Nachfolger Zastrows als FDP-Landesvorsitzender wurde Frank Müller-Rosentritt gewählt.
Im Januar 2024 erklärte Zastrow seinen Austritt aus der FDP. Er gründete daraufhin zunächst die Wählervereinigung Team Zastrow – Bündnis Sachsen 24, die zur Stadtratswahl in Dresden im Rahmen der Kommunalwahlen in Sachsen 2024 antrat und dabei 8,1 % der Wählerstimmen erhielt.
Mit der Maßgabe, er wolle eine eigene Sammlungsbewegung aufbauen, gründete Zastrow im Mai 2024 darüber hinaus eine Partei mit dem Projektnamen „Team Zastrow – Bündnis Sachsen 24“, mit der er zur Landtagswahl in Sachsen 2024 am 1. September 2024 antreten wollte. Im Juni 2024 wurde bekannt, dass Team Zastrow zur Landtagswahl mit sechs Direktkandidaten in Dresden, allerdings mit keiner Landesliste, antreten will.

## Positionen
Unter Zastrows Vorsitz grenzte sich der sächsische FDP-Landesverband zunehmend von der Bundespartei ab. So propagierte man unter anderem einen dezidiert partikularistischen „sächsischen Weg“, mit dessen Hilfe der „Liberalismus ins Sächsische übersetzt“ und mithin die FDP Sachsen zu einer „liberalen Volkspartei“ fortentwickelt werden sollte. Zu Beginn seiner Amtszeit als Landesvorsitzender nannte Zastrow die FPÖ unter Jörg Haider als Vorbild im Sinne einer Anti-Establishment-Partei. Später ist Zastrow von politischen Gegnern wie Beobachtern immer wieder populistische Positionierungen und Inszenierungen vorgehalten worden. Er selbst widersprach dem und verwies darauf, „volksnah“ zu sein.
Nachdem die FDP Sachsen infolge des Scheiterns an der Fünf-Prozent-Hürde bei der Landtagswahl 2014 den Wiedereinzug ins Landesparlament verpasst hatte, entwickelte sich eine kontroverse innerparteiliche Debatte über den Umgang mit Pegida und der Alternative für Deutschland (AfD), in deren Rahmen sich der hauptsächlich betroffene Kreisverband Dresden ausdrücklich von jedweden rechtspopulistischen Bestrebungen distanzierte. Gleichwohl verteidigte der selbst in Dresden beheimatete Landesvorsitzende Zastrow wiederholt den in diesem Zusammenhang in die Kritik geratenen FDP-Stadtrat Jens Genschmar. Teile des Landesverbandes monierten daraufhin die unzureichende Abgrenzung nach Rechtsaußen. Dass Zastrow für die Bundestagswahl 2017 nicht als Direktkandidat aufgestellt wurde, führte er in erster Linie auf seine Rückendeckung für den Pegida-nahen Parteifreund Genschmar zurück. Von seiner Haltung rückte Zastrow auch nicht ab, als die Mitglieder des Dresdner Kreisverbands Genschmar – mit Verweis auf dessen rechtspopulistische Äußerungen – zum Parteiaustritt aufgefordert hatten und nach weiteren Verfehlungen ein Parteiordnungsverfahren seitens des Kreisvorstands Dresden eingeleitet wurde.
In Dresden hatte sich Zastrow jahrelang für die Entfernung eines Graffitoschriftzugs am elbseitigen Neustädter Brückenpfeiler der Carolabrücke eingesetzt. Die Arbeiten erfolgten im Juli und August 2024 im Vakuumverfahren und kosteten 12.300 Euro.